# Immersione (geometria)
In geometria, una immersione è una funzione differenziabile fra varietà differenziabili, il cui differenziale è ovunque iniettivo.
Le immersioni non sono necessariamente iniettive globalmente, ma lo sono localmente. La nozione di immersione è duale a quella di Sommersione. 

## Definizione
Una funzione differenziabile
{\displaystyle f:M\to N}
fra due varietà differenziabili è una immersione se il differenziale
{\displaystyle d_{p}f:T_{p}M\to T_{f(p)}N}
è iniettivo per ogni punto {\displaystyle p} di {\displaystyle M}. Equivalentemente, se il rango del differenziale è ovunque pari alla dimensione di {\displaystyle M}
{\displaystyle \operatorname {rank} \,f=\dim M.}
L'equivalenza fra le due definizioni è garantita dal teorema della dimensione.
Le varietà differenziabili {\displaystyle M} e {\displaystyle N} possono essere ad esempio degli aperti contenuti in spazi euclidei {\displaystyle \mathbb {R} ^{k}} e {\displaystyle \mathbb {R} ^{n}}.

## Iniettività
Una immersione {\displaystyle f} non è necessariamente iniettiva. Lo è però localmente, grazie ad una versione del teorema di invertibilità locale: ogni punto {\displaystyle p} di {\displaystyle M} ha un intorno {\displaystyle U} su cui la funzione è iniettiva.